# 村国座

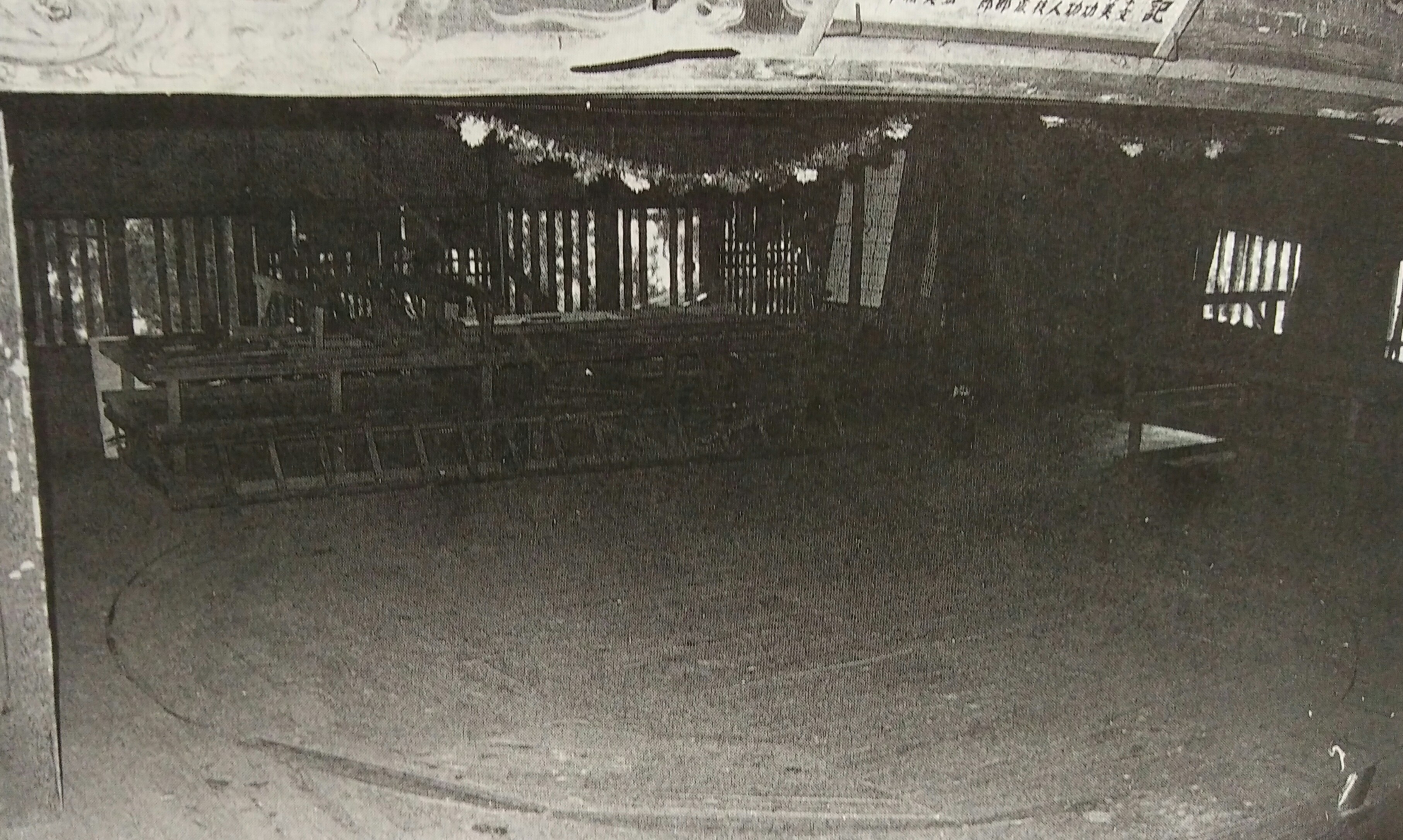
改修前の村国座の廻り舞台（1977年2月）

村国座（むらくにざ）は、岐阜県各務原市各務おがせ町3-46にある芝居小屋・農村歌舞伎舞台。各務の舞台（かがみのぶたい）とも呼ばれる。

## 農村歌舞伎
村国神社の境内にあり、元々は村国神社の奉納する芝居（歌舞伎）を行なう場所である。村国神社奉納歌舞伎は2023年現在、子供歌舞伎として存続しており、毎年10月第2土曜日・日曜日に行なわれている。

## 歴史
1974年（昭和49年）11月19日に「各務の舞台」として国指定重要有形民俗文化財に指定された。
各務原市の条例での名称は「国指定重要有形民俗文化財各務の舞台」である。
2000年代に入ってから建物全体の老朽化及び大きく傾いていることがわかり、2006年（平成18年）から2009年（平成21年）に建物全体の修復や基礎工事、耐震補強工事を含めた「平成の大修理」が行われた。大修理後は本格的な舞台照明や音響設備が設置され、歌舞伎以外の公演にも使用されている。

### 年表
- 1866年（慶応2年） - 美濃国各務郡各務村の庄屋である長縄八左衛門が発起人となり、村国座が計画される[5]。
- 1877年（明治10年） - 完成。
- 1882年（明治15年）10月26日 - こけら落し[1]。
- 1974年（昭和49年）11月19日 - 重要有形民俗文化財に指定（指定名称「各務の舞台」）。
- 2006年（平成18年）10月 - 修復工事（平成の大修理）を開始[6]。
- 2009年（平成21年）3月8日 -
  - 修復工事が完成。竣工式が行なわれる[7]。
  - 新たな楽屋の建物（S造2階建）が完成する[8]。修復前は奈落内に楽屋が設置されていた。
- 2011年（平成23年） - 倉庫が完成する[8]。

## 建築
切妻造。廻り舞台、仮花道、太夫座、奈落を備えている。桟敷席は1階と2階にある。劇場形式の農村歌舞伎舞台である。
桁行22.26m、梁間12.1m。建物の延床面積は576.35m2。

## 利用案内
- 所在地：岐阜県各務原市各務おがせ町3-46
- 使用時間：9:00 - 21:00[4][9]
- 休館日：12月29日 - 1月3日[4][9]

利用にあったては事前予約が必要。また、見学（事前予約制、有料）も可能。

## 交通アクセス
公共交通機関
- 名鉄各務原線苧ヶ瀬駅より徒歩で30分[9]
- チョイソコかかみがはら「村国座」下車[9]

自動車
- 東海北陸自動車道岐阜各務原ICから自動車で30分[9]

## 周辺施設
- 各務原市立各務小学校
- 慈眼寺
- 知多鋼業各務原西工場

## 岐阜県の芝居小屋や農村歌舞伎舞台
岐阜県（美濃国・飛騨国）は地芝居が盛んな地域であり、江戸時代から20世紀前半に建設された芝居小屋や農村歌舞伎舞台が現存する。
- 鳳凰座（下呂市）
- 白雲座（下呂市）
- 黒川の東座（加茂郡白川町）
- 蛭子座（中津川市）
- かしも明治座（中津川市）
- 常盤座（中津川市）
- 五毛座（恵那市）
- 熊野座（恵那市）
- 美濃歌舞伎博物館 相生座（瑞浪市）
- 村国座（各務原市）
- 皆楽座（各務原市）

## 参考画像

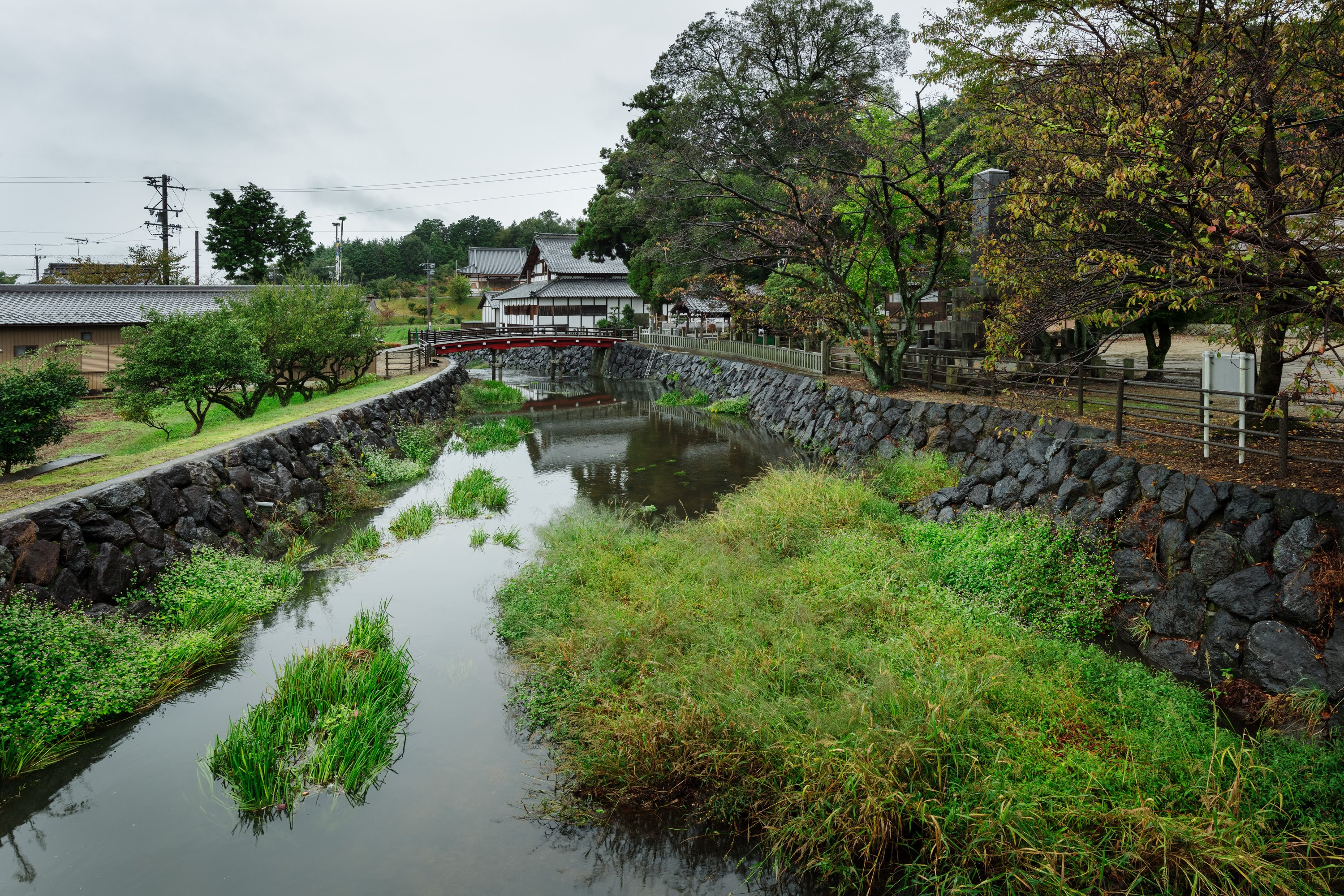
境川から村国座を望む
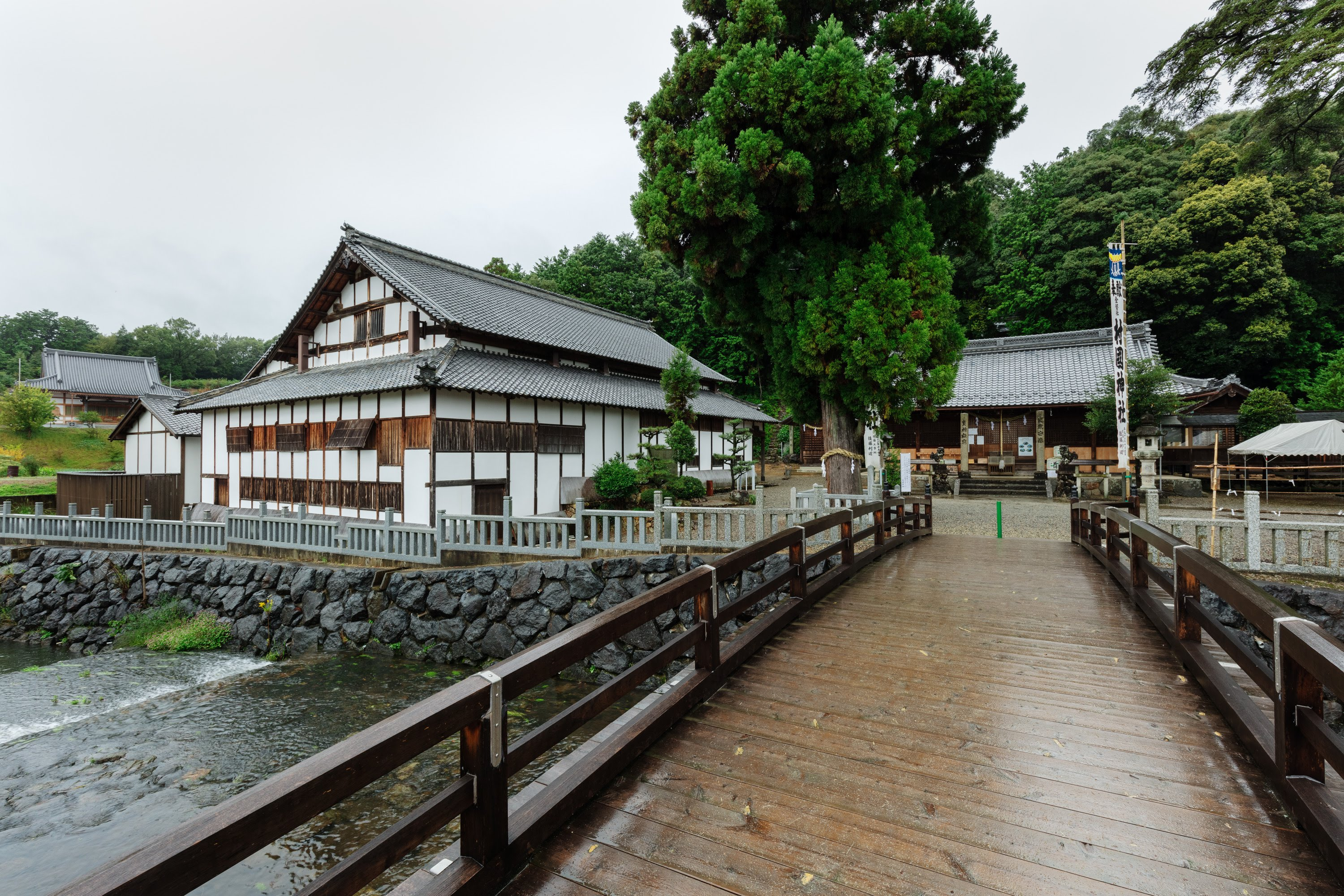
村国座と村国神社
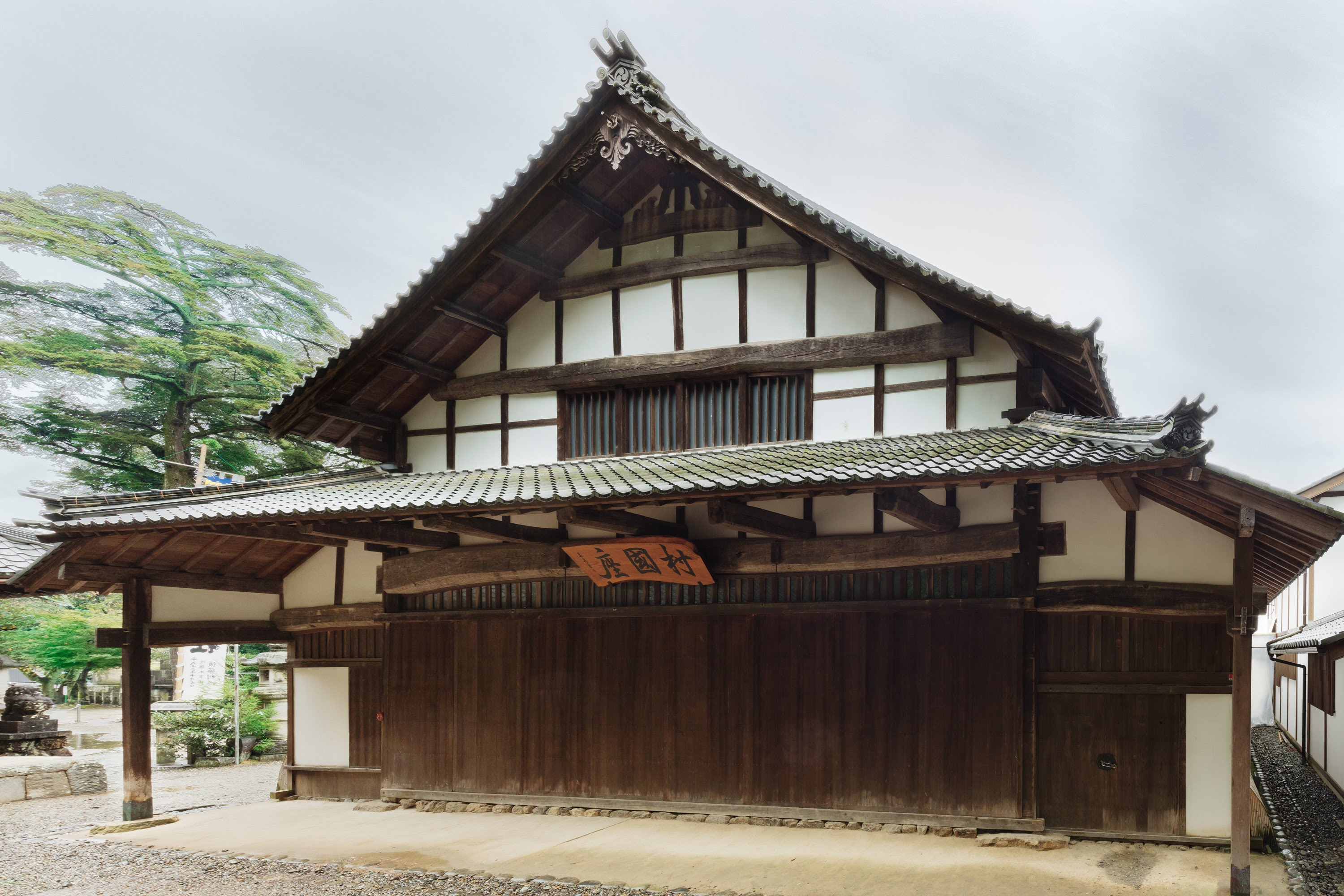
北側外観
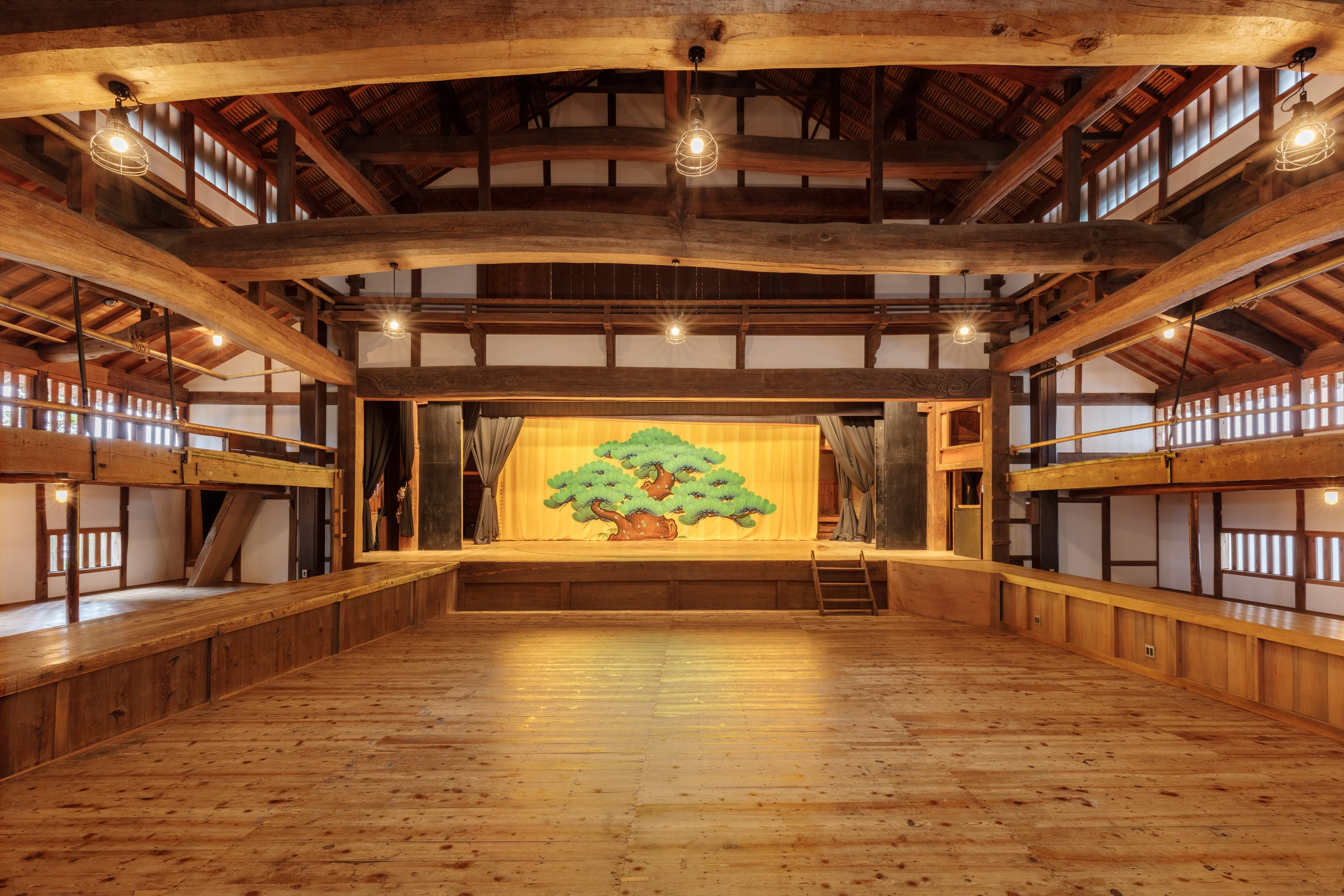
平土間席から舞台を望む
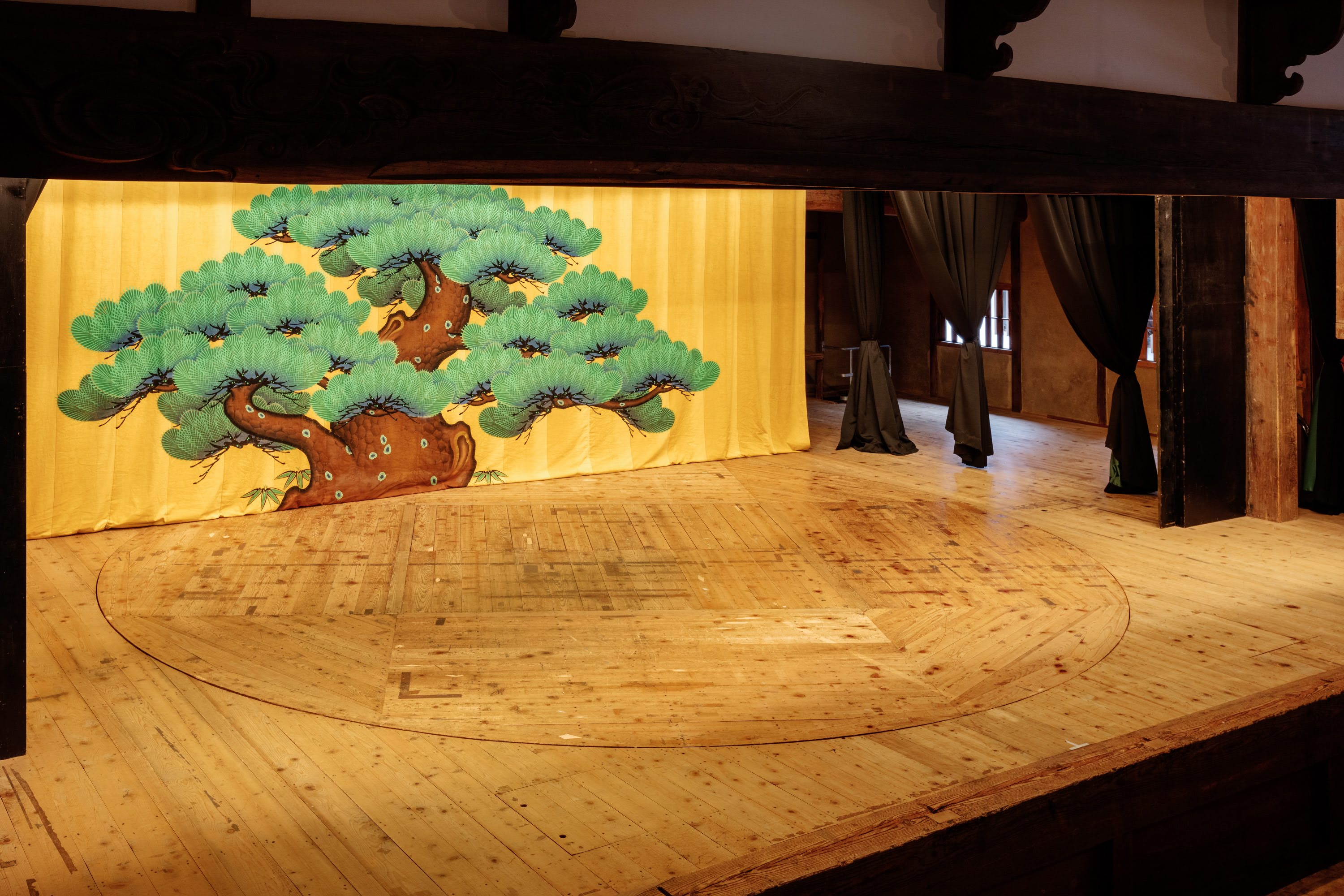
廻り舞台
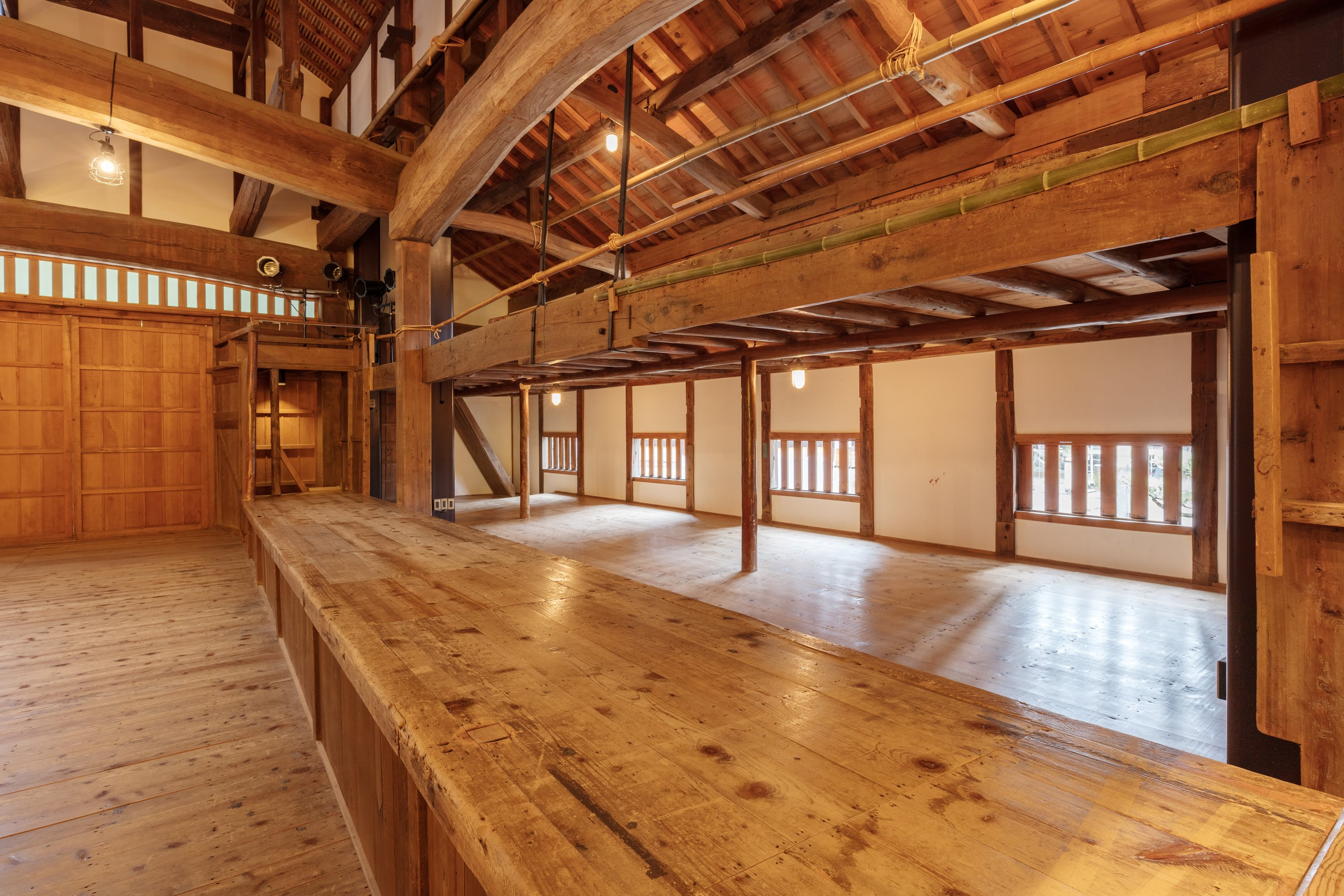
花道
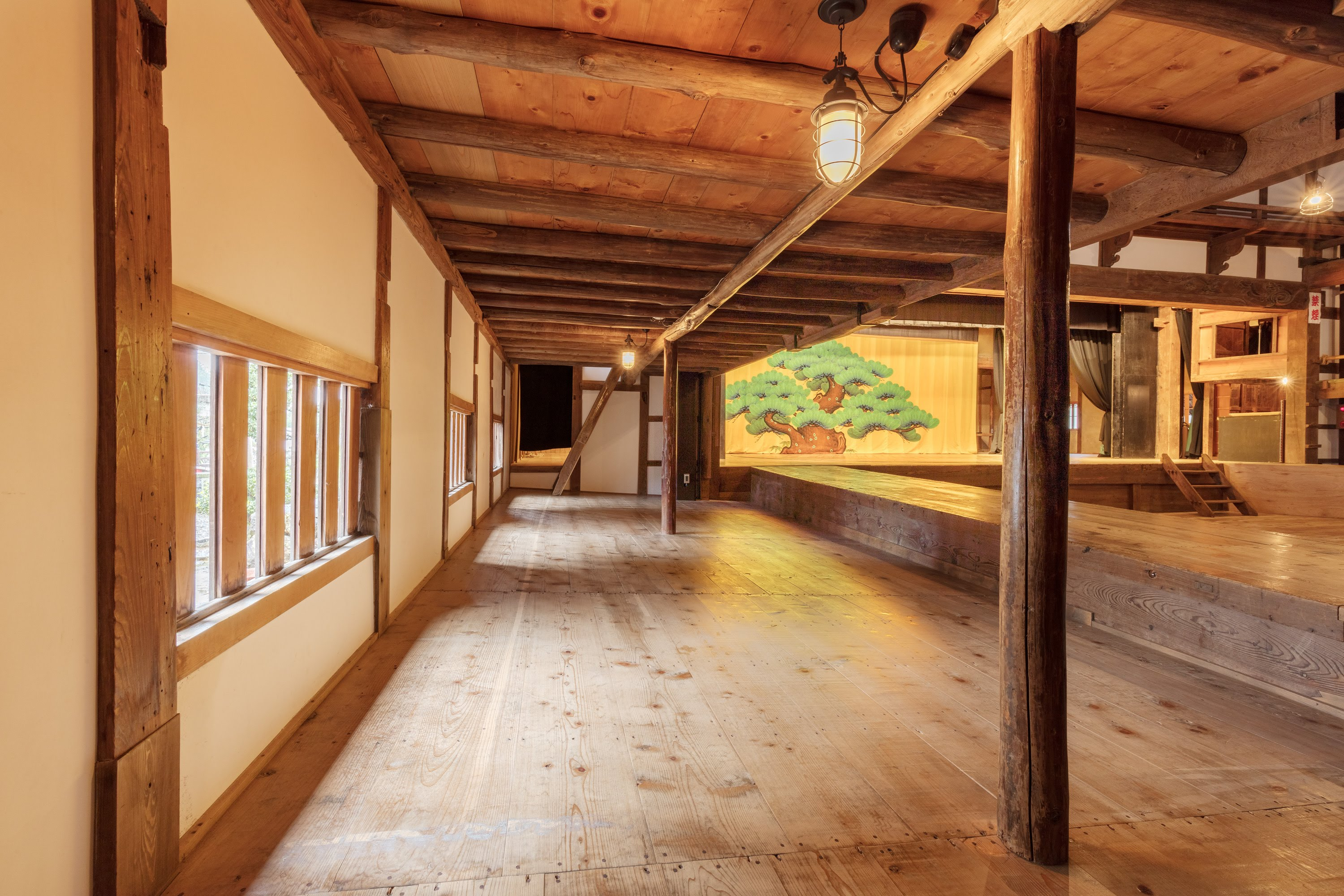
桟敷席1階
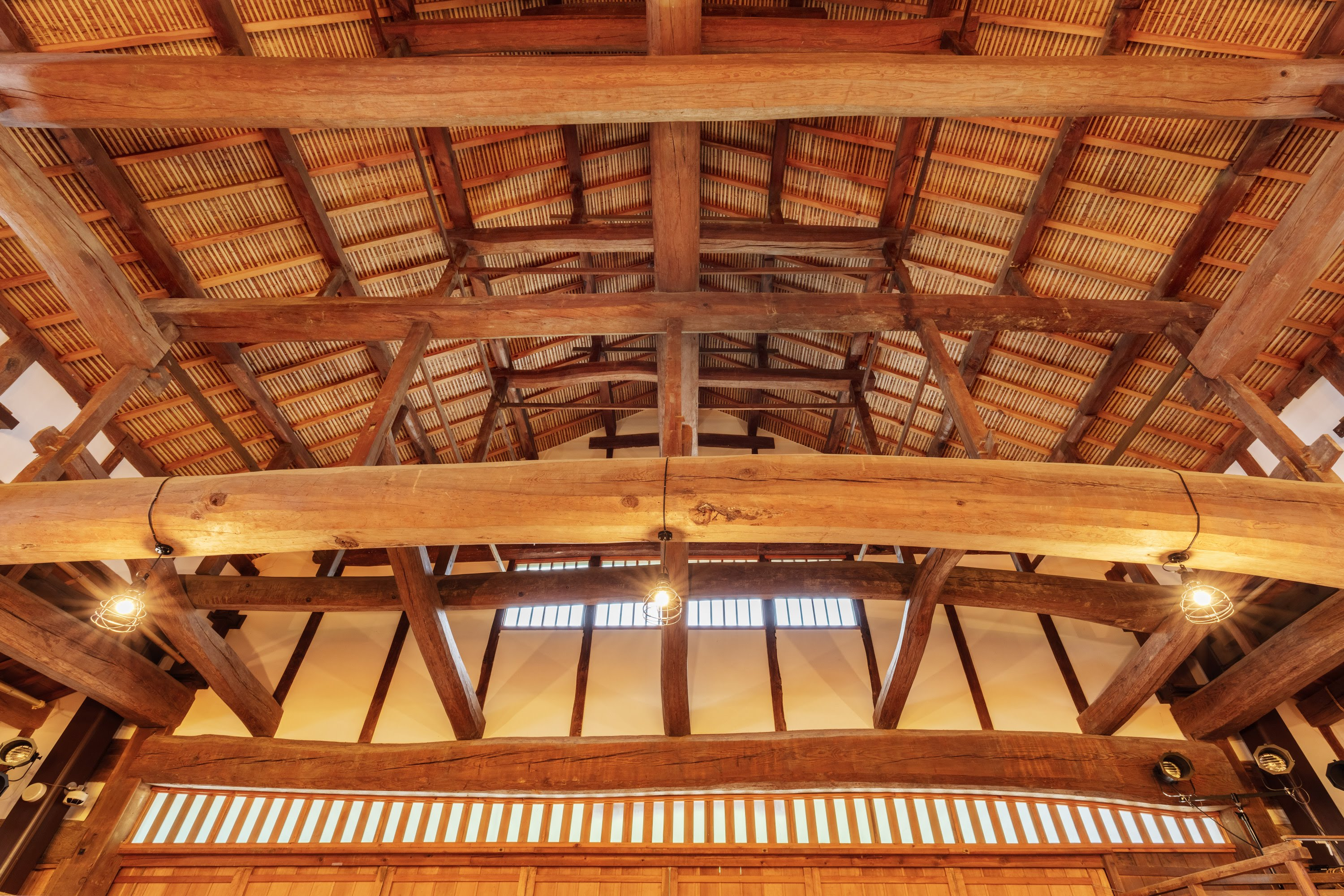
天井
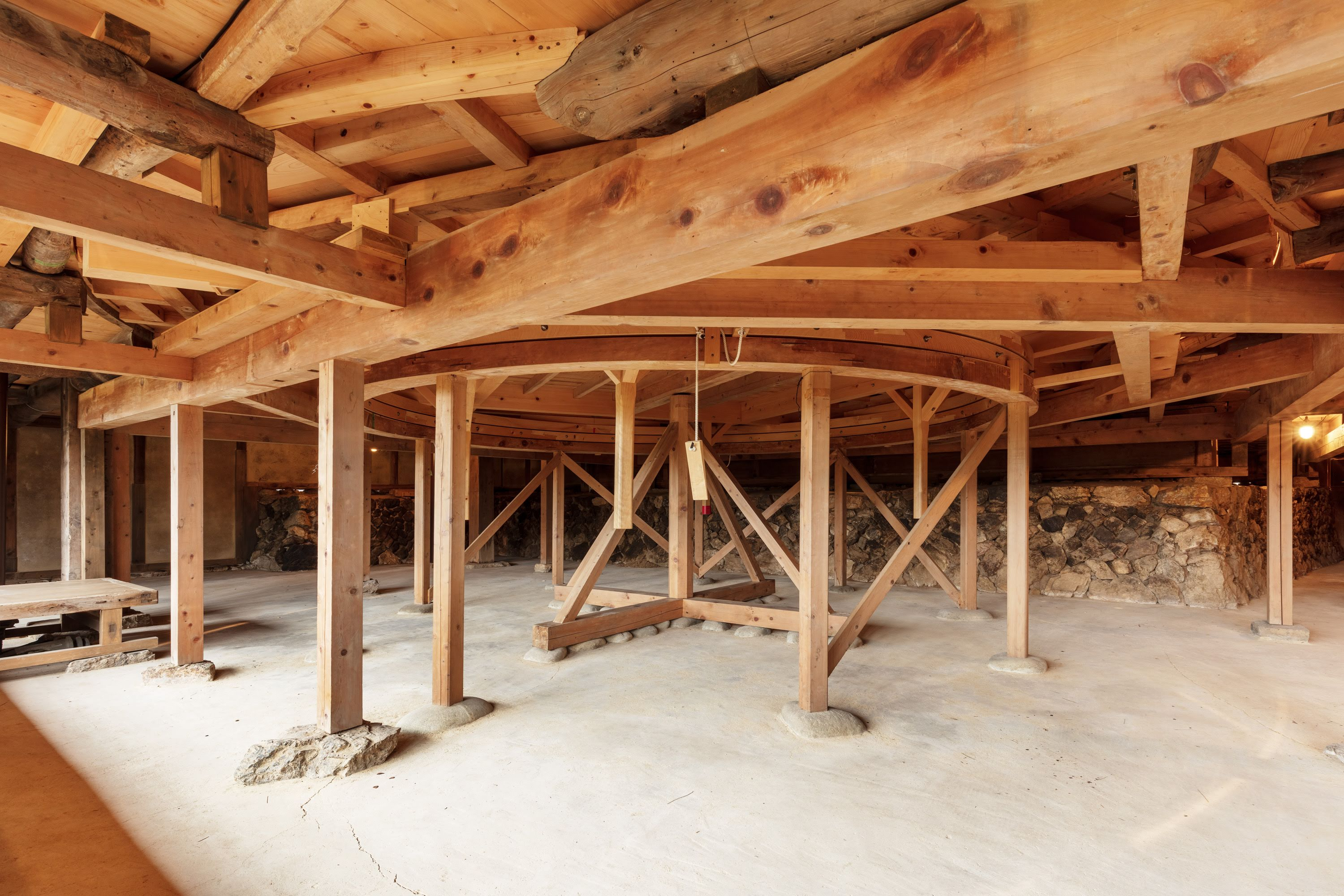
廻り舞台操作場
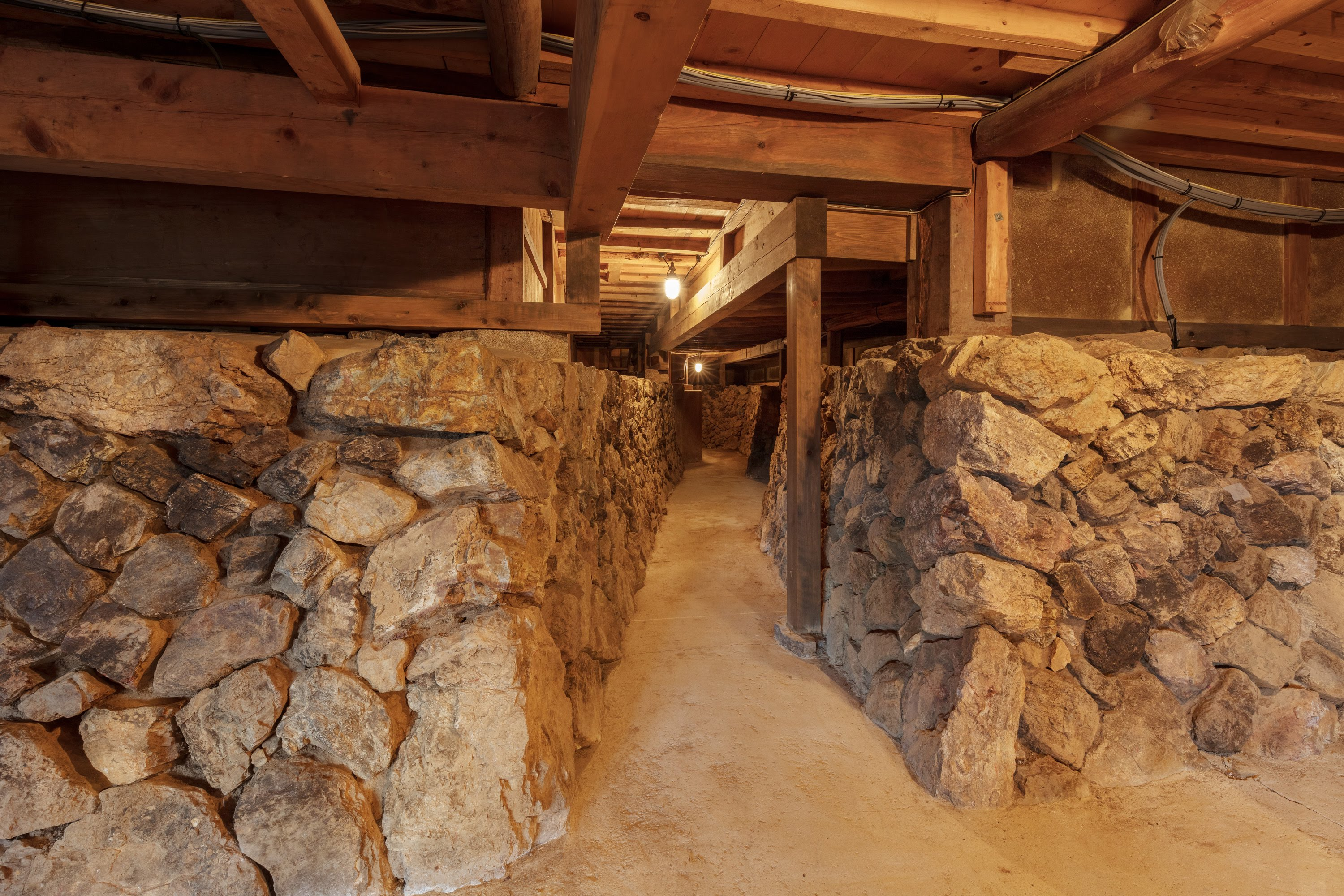
堀道
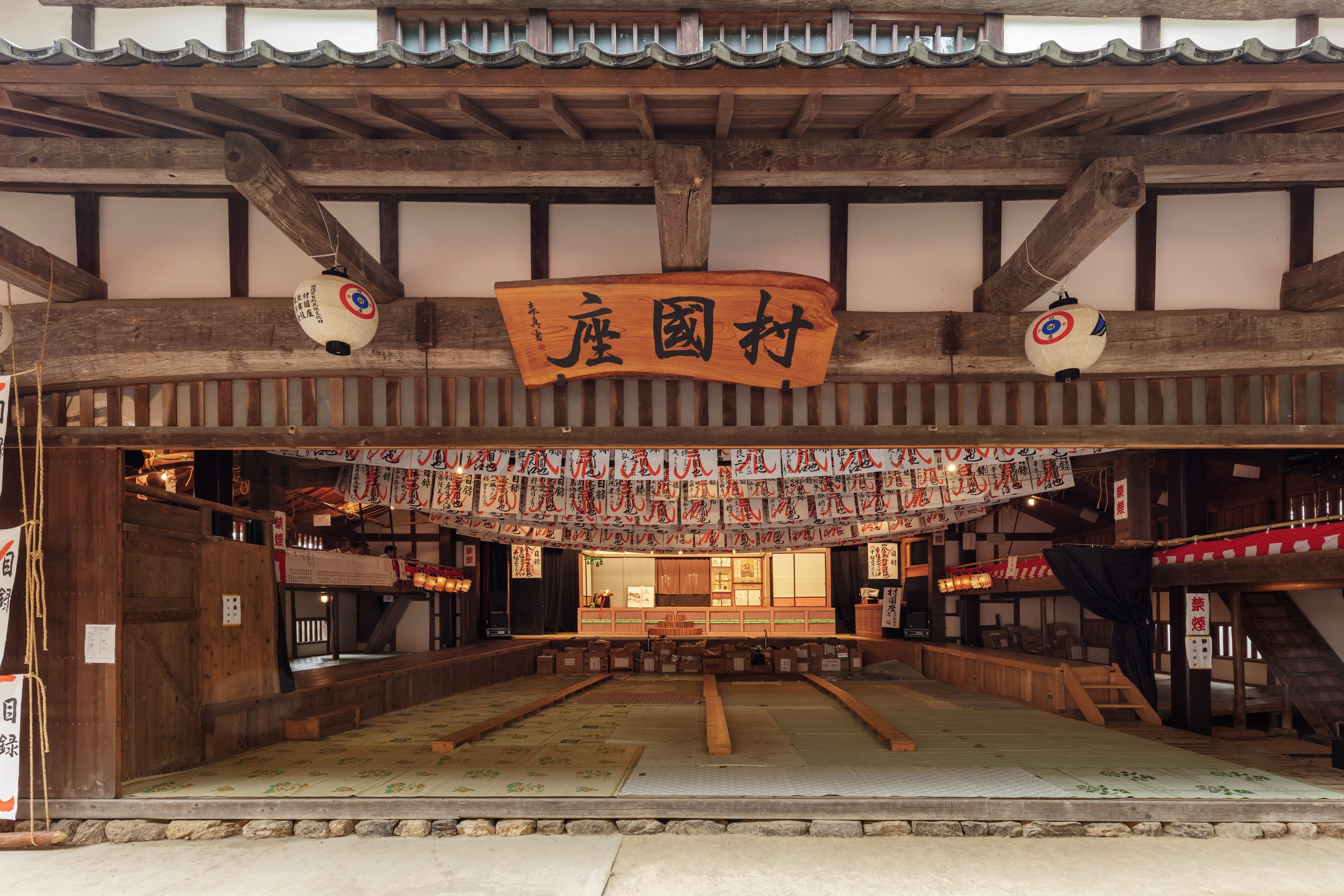
奉納歌舞伎開催時
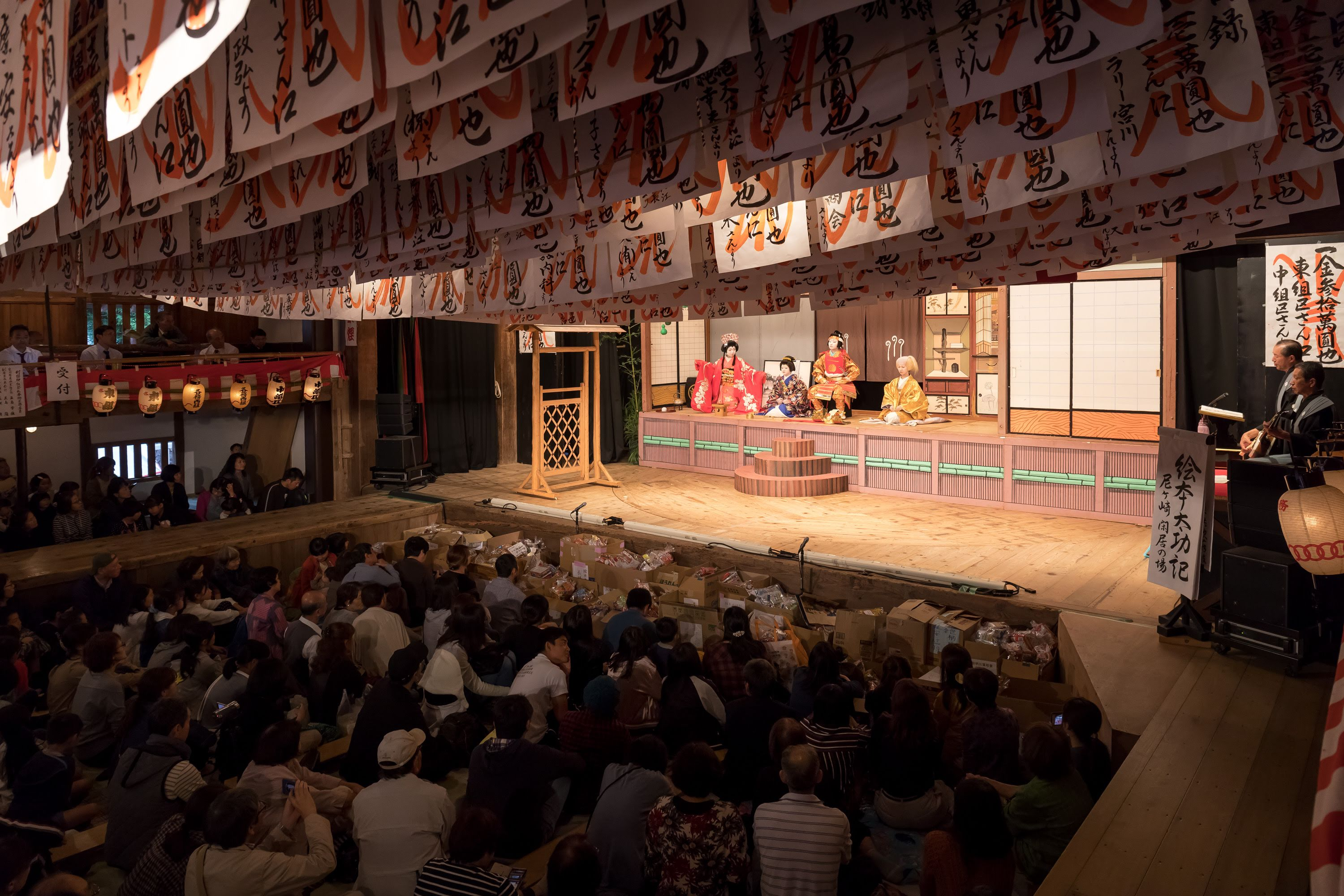
奉納歌舞伎（子供歌舞伎）
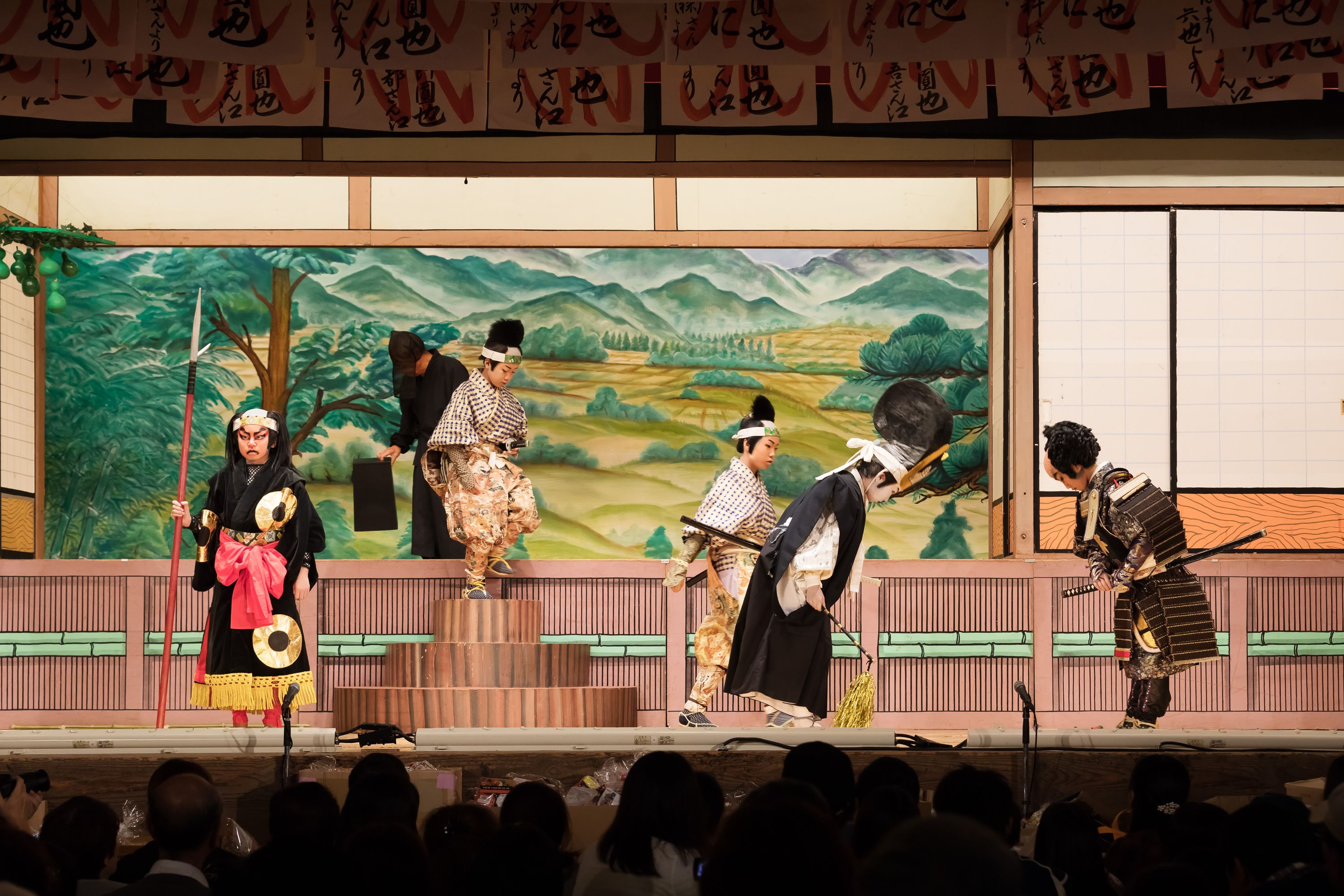
奉納歌舞伎（子供歌舞伎）